# Akinetopsie
Als Akinetopsie (von griechisch α- a- „un-, nicht“; κίνησις kínesis „Bewegung“; ὄψις opsis „das Sehen“), auch: Bewegungsagnosie, wird in der Medizin und Psychologie die Beeinträchtigung oder Unfähigkeit zum Bewegungssehen oder dem Erkennen von Bewegungsrichtungen und Geschwindigkeiten bezeichnet. Es handelt sich dabei um eine sehr selten auftretende neuropsychologische Störung, für die es nach aktuellem Forschungsstand noch keine Therapie- oder Heilungsmöglichkeiten gibt.

## Pathophysiologie
Bereits bei der Verschaltung in der Netzhaut des Auges erfolgt eine Verteilung der verschiedenen Wahrnehmungsqualitäten (Farbe, Form, Bewegung) auf unterschiedliche Zelltypen. So ist vor allem das magnozelluläre System für die Wahrnehmung von Bewegungen zuständig. Unter physiologischen Bedingungen erfolgt die Weiterverarbeitung von Bewegungen und Geschwindigkeiten im visuellen Cortex. Dabei spielen vor allem die Regionen V2-V5 eine Rolle, die als assoziativer visueller Cortex der Interpretation des Gesehenen zugerechnet werden.
An Primaten entdeckte man, dass vor allem das Areal V5 eine hohe Sensibilität für Bewegungen aufweist, sodass eine Schädigung dieser Region zu einer Akinetopsie führen kann. Ursache für eine Läsion kann eine Ischämie des Hirngebietes sein (z. B. durch Schlaganfall oder Hirnblutung); ebenso scheint Alzheimer einen negativen Einfluss zu haben. Da Läsionen in diesem Gebiet nicht selten sind, wird davon ausgegangen, dass das kontralaterale Areal einen einseitigen Ausfall kompensieren kann. Somit wäre eine beidseitige Schädigung vonnöten, um eine Akinetopsie zu verursachen. Zudem konnte eine Akinetopsie durch Transkranielle Magnetstimulation an V5 induziert werden.

## Charakteristika
Patienten mit einer Akinetopsie beschreiben Bewegungen als Abfolge statischer Bilder. Dabei werden andere assoziative Leistungen wie Farbwahrnehmung, räumliches Sehen und auch die Flimmerfusionsfrequenz nicht beeinträchtigt. Im Alltag geht Akinetopsie mit einer erheblichen Beeinträchtigung einher, die vor allem die Koordination von Bewegungsabläufen wie das Eingießen von Flüssigkeiten oder das Greifen von Gegenständen stark erschwert. Außerdem haben Patienten Probleme bei der Kommunikation, da sie Lippenbewegungen und Gesichtsausdrücke nicht wahrnehmen.
Die erste ausführliche Beschreibung einer Akinetopsie nahmen Zihl et al. an ihrer Patientin „L. M.“ vor. Diese beschrieb beispielsweise Kaffee beim Eingießen wie „gefroren“ und brachte die Tasse regelmäßig zum Überlaufen, da sie die Füllung nicht wahrnehmen konnte. Im Beisein von anderen fühlte sie sich unsicher, da sie das Eintreten der Personen nicht wahrnahm und diese somit einfach „erschienen“.

## Diagnose
Die Diagnose einer Akinetopsie erweist sich meist als schwierig, da es keine standardisierten Testverfahren gibt. Heute kommen dabei vor allem computergestützte Testverfahren zum Einsatz, bei denen die Reaktion der Patienten auf Bewegungen untersucht werden. Therapie- oder Heilungsmöglichkeiten sind nach aktuellem Stand der Forschung noch nicht bekannt.